# Schildzaad
Schildzaad (Alyssum) is een geslacht uit de kruisbloemenfamilie (Cruciferae of Brassicaceae). Het geslacht bestaat uit circa 150 soorten. Dankzij de rijke bloei en de kussenvormige vormen de soorten populaire tuinplanten.
Er zijn winterharde, groenblijvende, overblijvende en eenjarige soorten die tot het geslacht behoren.

## Kweek
Schildzaad stelt geen grote eisen wat betreft de kweek, mits de grond in de winter maar niet te nat is. De plant verrot in dat geval namelijk snel. Het beste gedijt schildzaad op een zonnige plek (circa 7 uur per dag is optimaal). Dit bevordert met name de bloei. Overblijvende soorten dienen in het najaar geplant te worden, eenjarige soorten uiteraard in het voorjaar.

## Soorten
In Nederland en België komt alleen bleek schildzaad (Alyssum alyssoides) als wilde plant voor.
Een selectie van de overige soorten:
- Alyssum montanum: tot 45 cm hoog, grijze bladeren, overblijvend, gele bloemen die bloeien in juli en augustus.
- Alyssum saxatile: tot 30 cm hoog, winterhard, overblijvend, goudgele bloemen die bloeien in april, mei en juni.
- Alyssum serpyllifolium: slechts 5 cm hoog, niet geheel winterhard, gele bloemen van mei tot juli, grijze bladeren.

## Metallofyt
Muurschildzaad is een metallofyt, d.w.z. een hyperaccumulatieve plant die door fytoextractie in zijn oogstbare bovengrondse delen (stengel en bladeren) (zware) metalen of metalloïden kan ophopen tot concentraties die vele keren groter zijn dan normaal is voor de meeste planten. Sommige producenten van roestvrij staal gaan daarom in samenwerking met recyclagefabrieken over tot het planten, oogsten en drogen van muursschildzaad voor de plantaardige productie van nikkel (bionikkel). Nikkel is samen met ijzer, chroom en koolstof een belangrijk ingrediënt voor de productie van roestvrij staal. Deze plantaardige manier van metaalproductie heet fytomining. Het planten van muurschildzaad kan ook gebruikt worden voor de fytoremediatie of bodemsanering van vervuilde gronden.

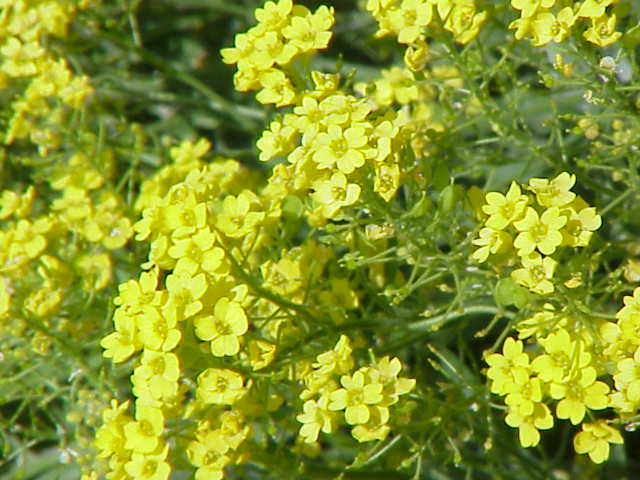
Alyssum saxatile
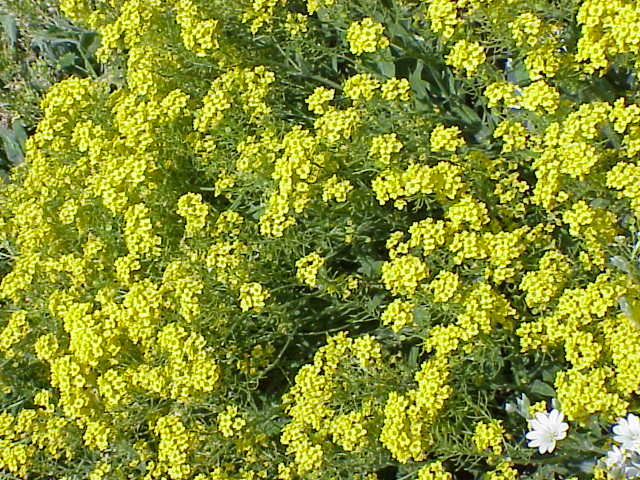
Alyssum saxatile
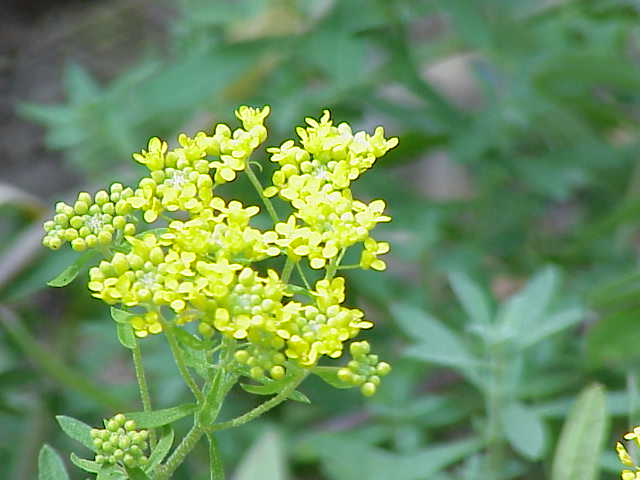
Alyssum murale

... · 
A. alyssoides (Bleek schildzaad) · 
A. maritima (Zilverschildzaad) · 
A. montanum (Bergschildzaad) · 
A. murale (Muurschildzaad) · 
A. saxatile (Rotsschildzaad) · 
...
... · 
Alliaria · 
Alyssum (Schildzaad) · 
Arabidopsis · 
Arabis (Scheefkelk) · 
Armoracia · 
Aubrieta · 
Barbarea (Barbarakruid) · 
Berteroa · 
Brassica (Kool) · 
Braya · 
Bunias (Hardvrucht) · 
Cakile · 
Calepina · 
Camelina · 
Capsella (Herderstasje) · 
Cardamine (Veldkers) · 
Cochlearia (Lepelblad) · 
Coincya · 
Conringia · 
Coronopus (Varkenskers) · 
Crambe (Bolletjeskool) · 
Descurainia · 
Diplotaxis (Zandkool) · 
Draba · 
Erophila · 
Eruca · 
Erucastrum · 
Eutrema  · 
Erysimum (Steenraket) · 
Heliophila · 
Hesperis · 
Hirschfeldia · 
Hormathophilla · 
Hornungia · 
Iberis (Scheefbloem) · 
Isatis · 
Lepidium (Kruidkers) · 
Lobularia · 
Lunaria (Judaspenning) · 
Malcolmia · 
Matthiola · 
Neslia · 
Physaria · 
Pringlea · 
Ptilotrichum · 
Raphanus (Radijs) · 
Rapistrum · 
Rorippa (Waterkers) · 
Schouwia · 
Selenia · 
Sinapidendron · 
Sinapis · 
Sisymbrium (Raket) · 
Subularia · 
Teesdalia · 
Thlaspi (Boerenkers) · 
...